# The Joy of Motion
The Joy of Motion è il terzo album in studio del gruppo musicale statunitense Animals as Leaders, pubblicato dalla Sumerian Records il 24 marzo 2014 in Europa, il giorno seguente negli Stati Uniti d'America e il 28 marzo in Australia. 

## Tracce
1. Ka$cade – 5:23
2. Lippincott – 4:22
3. Air Chrysalis – 5:06
4. Another Year – 3:50
5. Physical Education – 4:41
6. Tooth and Claw – 4:23
7. Crescent – 4:23
8. The Future That Awaited Me – 4:33
9. Para Mexer – 4:29
10. The Woven Web – 4:07
11. Mind-Spun – 4:35
12. Nephele – 4:31

## Formazione
- Tosin Abasi – chitarra
- Javier Reyes – chitarra
- Matt Garstka – batteria